# Bogdan Vițelar
Bogdan Vițelar (n. 18 martie 1954) este un fost deputat român în legislatura 1996-2000, ales în județul Prahova pe listele partidului PNL. Bogdan Vițelar l-a înlocuit pe deputatul Mircea Mihai Munteanu de la data de 21 septembrie 1998.

## Legături externe
- Bogdan Vițelar Arhivat în 21 iunie 2024, la Wayback Machine. la cdep.ro